# Gaskomfur
Et gaskomfur er en type komfur, der bruger brandbar gas som syntesegas, naturgas, propan, butan, flaskegas eller en lignende type brandbar gas til opvarmning. Før fremkomsten af gas benyttede man faste brændstoffer som kul eller træ til komfurer. De første gaskomfurer blev udviklet i 1820'erne, og den første fabrik, der fremstillede disse, blev etableret i England i 1836. Den nye madlavningsteknologi havde den fordel at varmen nemt kunne justeres, også til bestemte temperature ved brug af gasmærke skalaen, og at den kunne slukkes, når den ikke skulle bruges. Gaskomfurer blev dog ikke en kommerciel succes før 1880'erne, hvor gas blev gjort tilgængelig i byerne i form af bygas i mange større byer i Storbritannien. Gaskomfurer blev almindelige på Kontinentaleuropa og USA i begyndelsen af 1900-tallet.
Gaskomfurer blev nemmere at anvende, da man integrerede gasovne i udstyret, og da man reducerede størrelsen på dem, så de bedre kunne passe ind i et normalt køkken. I 1910'erne begyndte producenterne at emaljere deres komfurer for at gøre dem nemmere at rengøre.
Oprindeligt tændte man gaskomfurer med tændstikker, men dette blev forbedret med en såkaldt pilotflamme. Det havde dog ulempen ved kontinuerligt at bruge gas. Ovnen havde stadig brug for at blive tændt med en tændstik, og hvis man ved en fejl tændte for gassen uden at tænde ovnen, kunne dette lede til en eksplosion. For at forhindre flere af denne type uheld udviklede og installerede producenterne en sikkerhedsventil  til kogepladen og i ovnen. Moderne gaskomfurer har elektronisk tænding, automatisk tidsindstilling og emhætter til at lede gasser væk.